# Somogyi Éva
Somogyi Éva (eredeti neve: Stern Éva) (Budapest, 1937. június 29. –) magyar történész, professzor emerita. A Magyar–Osztrák Történész Vegyesbizottság tagja. A történelemtudományok kandidátusa (1974), a történelemtudományok doktora (1993).
Kutatási területe Magyarország történeti kronológiája 1526–1944 között és az Osztrák–Magyar Monarchia 1867–1907 közötti időszaka.

## Életpályája
Stern Ottó (1900–1945) bankhivatalnok és Zilczer Veronika (1907–1990) gyermekeként született asszimilálódott zsidó családban. Nővére Somogyi Vera. Apja munkaszolgálatosként a keleti fronton bombázás következtében vesztette életét.
1956–1961 között az Eötvös Loránd Tudományegyetem Bölcsészettudományi Kar magyar–történelem szakos hallgatója volt.
1961–2011 között a Magyar Tudományos Akadémia Történelemtudományi Intézetének munkatársa; 1961–1963 között tudományos gyakornok, 1963–1966 között tudományos segédmunkatárs, 1966–1981 között tudományos munkatárs, 1981–1988 között tudományos főmunkatárs, 1988–2007 között osztályvezető, 1996–2011 között tudományos tanácsadó volt.
1974-ben lett a történelemtudományok kandidátusa.
1984–1994 között az Értekezések a Történeti Tudományok Köréből sorozatszerkesztője volt. 1988–2011 között a Történelmi Szemle szerkesztőbizottsági tagja volt.
1993-ban lett a történelemtudományok doktora.
2000-től az Osztrák Tudományos Akadémia levelező tagja. 2007–2011 között a Századok szerkesztőbizottsági tagja volt. 2012-től a Magyar Tudományos Akadémia Bölcsészettudományi Kutatóközpont Történettudományi Intézet kutató professzor emeritusa.

### Családja
1966-ban házasságot kötött Palotás Emil (1936–) történésszel.

## Művei
- Választójog és parlamentarizmus Ausztriában (1861-1907) (1968)
- A birodalmi centralizációtól a dualizmusig: az osztrák-német liberálisok útja a kiegyezéshez (1976)
- Abszolutizmus és kiegyezés 1849–1867 (1981)
- Magyarország történeti kronológiája (1982)
  - II. kötet: 1526–1848
  - III. kötet: 1848-1944
- Vom Zentralismus zum Dualismus: Der Weg der deutsch-österreichischen Liberalen zum Ausgleich von 1867 (1983)
- Magyarország történeti kronológiája (1986)
  - II. kötet: 1526–1848
  - III. kötet: 1848-1944
- A magyarországi Tanácsköztársaság katonai összeomlása (1988)
- Az ébredők fénykora (1989)
- Ferenc József (1989)
- Tolna megye a reformkori politikai küzdelmekben (1989)
- A magyarországi radikális demokrata ideológia kialakulása. A "Huszadik Század" társadalomszemlélete (1900–1907) (1990)
- Die Protokolle des gemeinsamen Ministerrates der Österreichisch-ungarischen Monarchie 1896–1907 (1991)
- Budapester Impressionen (1991)
- Polgárosodás Közép-Európában: Tanulmányok Hanák Péter 70. születésnapjára (1991)
- Pártviták és történettudomány. Viták "az orosz történelmi fejlődés sajátosságairól", különös tekintettel az 1920-as évekre (1991)
- Jobbágyok, hajdúk, deákok: a körmendi uradalom társadalma a 17. században (1992)
- A Pesti Invalidus Ház jászkunsági földesurasága 1731–1745 (1992)
- Die Protokolle des gemeinsamen Ministerrates der österreichisch-ungarischen Monarchie 1883–1895 (1993)
- Kultur und Politik in Österreich und Ungarn (1994)
- Vichy-Franciaország (1940–1942). A francia állam születése és a "nemzeti forradalom" első időszaka (1994)
- A közös ügyek 1867–1914: abszolutista és alkotmányos elemek a közösügyes politikában (1995)
- Kormányzati rendszer a dualista Habsburg Monarchiában. A közös minisztertanács 1867–1906 (1996)
- Der gemeinsame Ministerrat der Österreichisch-ungarischen Monarchie 1867–1906 (1996)
- Die Protokolle des gemeinsamen Ministerrates der österreichisch-ungarischen Monarchie 1867–1870 (1999)
- Begegnungen an der Donau. 2. kötet. Eliten und Außenseiter (2000)
- Eliten und Aussenseiter in Österreich und Ungarn (2001)
- 1867 – európai térben és időben (2001)
- Hagyomány és átalakulás: Állam és bürokrácia a dualista Habsburg Monarchiában (2006)
- Die Protokolle des gemeinsamen Ministerrates der österreichisch-ungarischen Monarchie 1870-1871 (2011)
- Magyarok a bécsi hivatalnokvilágban: A közös külügyminisztérium magyar tisztviselői 1867-1914 (2017)

## Díjai, elismerései
- Anton Gindely-díj (1985)
- Ránki György-díj (1992)
- Eötvös József-koszorú (2019)[5][6]